# Борго деј Пини Меркаданте (Бари)
Борго деј Пини Меркаданте (итал. Borgo dei Pini Mercadante) је насеље у Италији у округу Бари, региону Апулија.
Према процени из 2011. у насељу је живело 19 становника. Насеље се налази на надморској висини од 381 м.